# Flustra separata
Flustra separata är en mossdjursart som beskrevs av Campbell Easter Waters 1888. Flustra separata ingår i släktet Flustra och familjen Flustridae. Inga underarter finns listade i Catalogue of Life.